# ستيفن باناخ
ولد ستيفان باناخ في 30 مارس سنة 1892 في كراكوف وتوفي في 31 أغسطس 1945 في لفيف في أوكرانيا وهو عالم رياضيات بولوني.
يعد فضاء باناخ من أهم بصماته في الرياضيات. والجدير بالذكر أن فضاء هلبرت المنسوب للعالم هيلبرت والذي استُخدم قبل فضاء باناخ بحوالي ثلاثين عاماً أصبح يُدرس حالةً خاصة من فضاء باناخ.

## حياته
ولد ستيفان باناخ في 30 مارس عام 1892 في كراكوف وكانت تتبع الامبراطورية النمساوية المجرية في ذلك الوقت اما حاليا فتتبع بولندا.
التحق باناخ بالمدرسة الابتدائية في كراكوف حتى تركها في عام 1902 ليلتحق بالتعليم الثانوى في جيمنازيوم هنريك شتاينكوايز Henryk Sienkiewicz Gymnasium حيث قابل هناك ويلتود ويلكوسز الذي كان يعد نفسه ليصبح استاذا للرياضيات يوما ما.
خلال سنواته الأولى في الجمنازيوم كان باناخ يحصل على الدرجات الأولى في فصله وكان مستمتع بدراسة الرياضيات وعلوم الطبيعة بينما كان متاخرا في المواد التي لم تكن لها علاقة بالرياضيات، لكنه في السنة الاخيرة في الجمنازيوم حصل على درجات ضعيفة لم تمكنه من التخرج بامتياز مثل حوالى ربع عددالطلاب.
اثناء مغادرة المدرسة في عام 1910 اختار باناخ وويلكوسز تخصصا اخر غير الرياضيات حيث اختار باناخ دراسة الهندسة بينما اختار ويلكوسز دراسة اللغات الشرقية بالرغم من انهم كانا يريدان دراسة الرياضيات حيث انهما تصورا انه لا جديد في الرياضيات يمكن اكتشافه.
غادر باناخكراكوف وتوجه إلى لافيف حيث التحق بكلية الهندسة بالجامعة التقنية، كان لا يوجد لباناخ اى دعم مالى وكان يحصل على المال من خلال اعطاء الدروس الخصوصية، وعندما اتم دراسته في عام 1914 استغرق وقتا طويلا في العودة إلى مساره الطبيعى وقيل انه تردد على كراكوف في الفترة من 1910 إلى 1914 غير ان اندلاع الحرب العالمية الاولى في أغسطس عام 1914 راى انه يجب ترك لافيف حيث كانت تحت السيطرة النمساوية في هذه الفترة بالرغم من انها كانت جزء من بولندا، واثناء تلك الحرب تم تجنيد باناخ للخدمة العسكرية وذلك بالرغم من عدم لياقته البدنية حيث كان يعانى من ضعف الرؤية في عينه اليسرى ولذلك في اثناء الحرب عمل في رصف الطرق في لافيف وكان أيضا يكسب المال عن طريق التدريس في المدراس المحلية.
كما حضر في تلك الفترة بعض محاضرات الرياضيات في جامعة جاغيلونيان جامعة ياغيلونيا في كراكوف.

### أعماله
حدث حادثة اثرت في حياة باناخ وذلك خلال قيامه بالعمل في حديقة منزل حيث كان يتحدث هو وصديقه نيكوديم اوتو عن نظرية القياس للعالم الفرنسى هنرى لبيج والتي كانت حديثة العهد في ذلك الوقت حيث قد سمعهم عالم الرياضيات هوجو شتاينهاوس حيث تقدم اليهم وعرفهم بنفسه واخبرهم عن مسالة صعبة يعمل على حلها ولذلك فقد بدأ باناخ في محاولات حلها واستطاع خلال أيام معدودة من ايجاد الفكرة الرئيسية للبرهان الذي يثبت عدم صحتها عن طريق ايجاد المثال الذي يناقض هذه المسألة ولذلك فقد قام باناخ وشتاينهاوس بكتابة بحث مشترك موضح فيه الحل لتلك هذه المسألة حيث لم ينشر بسبب الحرب.
تلقى باناخ عرضا يصبح فيه مساعدا للمحاضر لومنسكى في جامعة لافوف التقنية حيث استطاع التحضير للدكتوراة. وفي عام 1922 حصل على منحة لتحضير أطروحة حول نظرية القياس من جامعة جان كازيميرز.
ولكن من أهم أعمال ستيفان باناخ التي اشتهر بها هي اسهاماته في مجال التحليل الدالى حيث عرف عنه فضاء باناخ الذي يعتبر اعم من فضاء هيلبرت.
كذلك قام باناخ باثبات العديد من النظريات في الفراغات المعيارية وكذلك العديد من النظريات مثل: نظرية هان- باناخ، نظرية باناخ-شتاينهاوس، متناقضة باناخ-تارسكى في نظرية الفئات، نظرية باناخ-مازيور والتي تظهر في الطوبولوجيا ونظرية الألعاب.

## وفاته
توفي باناخ في 31 أغسطس عام 1945 في لفيف (اوكرانيا) حاليا.

## روابط خارجية
- ستيفن باناخ على موقع الموسوعة البريطانية (الإنجليزية)